# سانداباكو
منصب السانداباكو، أحد نقوشهم 𒇽𒄘𒂗𒈾 (LÚGÚ.EN.NA) أو احيانا  𒂷𒁾𒁀𒀀 𒂗𒆤𒆠 (GÁ.DUB.BA.A EN.LÍLKI),و من المحتمل ان التسمية الاخيرة  تعني «ارشيفية إنليل ـ إله الرياح وهو أحد الهة السومريين-» وكان هذا الاسم منوجهة نظر دينية يحكم في مدينة نفر ببلاد ما بين النهرين- العراق حديثًا- في فترة الكيشيون وصاعدًا( أي في منتصفالألفية الثانية قبل الميلاد).
إنليل كان الاله المكفول بحفظ نفر-العاصمة الدينية للسومريين وكانت في العراق-، فوُضع في مكانه عاليه وبُجل من قبلملوك الكيشية، فأصبح شائع في اسمائهم. فادى اتخذ الاله إنليل في نقوشهم ان جعل مكانه السانداباكو مكانه مرموقهوتاتي شعبية اصحاب هذا المنصب بعد الملك مباشرة.

## المنصب
ظهر مصطلح السانداباكو  لأول مرة في نصوص مملكة ماري-احد الحضارات السورية القديمة-وكان يمثل مكانه عاليه في الإدارة، واصبح السانداباكو مرادف لمدينة نفر عندما بدأت حضارة الكيشيون. وبالنسبة لمدينة نفر، تم هجرها في نهاية حكم سمسو إيلونا-سابع ملوك سلالة بابل الأولى-(في حوالي ١٩٤٨-١٦٨٦ قبل الميلاد) وظلت مهجوره حتى نهاية القرن الخامس عشر لان الكيشيون بداوا برنامجًا، وهو إعادة ترميم المراكز الدينية. و من أول النقوش العائدة لبرنامج الترميم تعود إلى كوريغالزوالأول-احد ملوك بابل الثالثة-.
المنصب من المحتمل بأنه يعود بطريقة ما إلى نايساكو إنليل (𒇽𒉡𒀊, LÚNU.ÈŠ)، وعلى الاغلب انه المنصب الكهنوتي الاقدم والأفضل في إيكور- واحد من أهم المباني في سومر القديمة-. وغير معروف ما إذا كان هذا المنصب في نفس مكانه منصب السانداباكو أو بالمراحل الأولى من مهنة الحاكم المستقبلي، الذي لم يتم اختياره بعد. لكن من الواضح بأن إنليل كدني واتباعه المباشرين كلهم شغروا كِلا المنصبين، وكِلا إميل مردوخ وإنليل شوما إمبي كان مكرمين. فقط في فترة حكم نازي ماروتاش-ملك كيشي- كان يتولا المنصبين افراد مختلفون، حيث تولى نور ديلات وابنه نينورتا روشو منصب كاهن النايساكو، وقام الاخير بتسمية والد إنليل كدني بإنليل باني واملتم كخلفاء له على موشور رباعي الاضلاع، لان يكون نذر تكريس لإله العواصف أداد.
ومن أشهر المسؤولين عن السانداباكو هم إنليل كدني الذي كان يستقبل ويرسل الهدايا إلى إنليل نيراري ولي عهد مملكة آشور-حضارة كانت في المدينة في شمال بلاد ما بين النهرين- و أمل مردوخ. بعد حوالي الف سنة، شهدت مدينة نفر أعمال ترميم ضخمه من قبل عمال. وبالنسبة للعمال، وثائق الشراء وقوائم حصصهم تشكل جزء كبير في «مكتبة الحاكم.» لاحقًا، في الامبراطورية الأخمينية- إمبراطورية إيرانية قديمة- من فترة حكم خشايارشا الأول، تم تبديل العنوان بباكدو.

### قائمة مسؤوليسانداباكوفي مدينة نفر
آل سانداباكو الذين شغلوا مناصبهم خلال الفترة الكيشية:
- أمالتوم والد إنليل باني (تاريخ غير مؤكد)
- أوشور آنا مردوخ ابن أوسي آنا نوري ؟ (موضع غير مؤكد في التسلسل، ولكن مبكرًا) [i 1]
- نينورتا ندين آ، ابن إنليل باني (من كادشمان إنليل الأول حتى بورنرا بورياس ، 1359-1333 قبل الميلاد)
- Enlil-kidinni ، ابن Ninurta-nādin-aḫḫē (من Burna-Buriaš ، عبر Kurigalzu II ، 1332-1308 قبل الميلاد، حتى أوائل النازية Maruttaš ، 1307-1282 قبل الميلاد)
- Enlil-alsa ، ابن Enlil-kidinna (يشهد في النازية ماروتاش سنة 8 ، 1300 قبل الميلاد [i 2][2] )
- Uzi-Šu [gab] (في عهد النازي ماروتاش) [i 3]
- نازي إنليل (في عهد النازي ماروتاش) [3]
- Ninurta-apla-idinna ، ابن Nazi-Enlil (Nazi-Maruttaš or later ، Kadašman-Turgu ، 1281-1264 قبل الميلاد، Kadašman-Enlil ، 1263-1255 قبل الميلاد)
- أميل مردوخ (من Kudur-Enlil ، 1254-1246 قبل الميلاد، حتى عهد Šagarakti-uriaš ، 1245-1233 قبل الميلاد)
- إنليل زاكير شومي [i 4] (في عهد أداد شوما إدينا ، 1222-1217 قبل الميلاد)
- إنليل شوما إمبي، ابن دايان مردوخ (في عهد Adad-šuma-uṣur ، 1216-1187 قبل الميلاد)

المسئولون بهذا اللقب في فترة ما بعد الكيشية
- Nusku-zêra-iddina [i 5] ( Nabû-šumu-libūr عام 1 أو 1033 قبل الميلاد)
- نازي إنليل [i 6] (في عهد مردوخ-زاكير-شومي ، 855-819 قبل الميلاد)
- إنليل أبلا أوور، [i 7] ابن نازي إنليل (في عهد مردوخ بالاسو إقبي ، 819-813 قبل الميلاد)
- كودورو (في عهد نابو نصير ، 747-732 قبل الميلاد، ونبو مكين زهري ، 731-729 قبل الميلاد)
- سيرو وشريسو (حوالي وقت كودورو) [4]
- ؟ uma-idinna (أعدمه أسرحدون في عامه السادس، 675 قبل الميلاد) [5]
- إنليل باني، السنة السابعة لشامش شم أوكين ، ج. 660 قبل الميلاد [6]
- Enlil-šāpik-zēri (على ما يبدو من Ourru بالقرب من Uruk وليس في الواقع Nippur ، في عهد Nabû-kudurri-uṣur II ، 634-562 قبل الميلاد)
- نبو شومو شريش (في عهد نبع ناصيد ، 556-539 قبل الميلاد)
- شيريكتو-نينورتا (من العام الماضي لنبي نويد [539 قبل الميلاد] حتى عام تولي داريوس الأول [522 قبل الميلاد]) [7]

## النقوش
1. ↑  Cylinder seal of Uballissu-Marduk BM 122696.
2. ↑  Tablet UM 29-15-653.
3. ↑  CBS 12914, BE 14, no. 39, line 1.
4. ↑  The ملكية تاكيل-آنا-إيليسو كودورو, BM 90827.
5. ↑  Legal tablet BM 139424.
6. ↑  Kudurru AO 6684 in the Louvre, published as RA 16 (1919) 125–126.
7. ↑  4 N-T 3:11'.